# オーギュスト・エルバン
オーギュスト・エルバン（Auguste Herbin, 1882年4月29日 - 1960年1月31日）は、フランスの画家。 抽象絵画を多く制作した。

## 略歴
ノール県のフランスとベルギーの国境の町、キエヴィー(Quiévy)の職人の息子に生まれた。1899年から1901年までリールの国立高等美術学校で学び、1901年にパリに移った。同じ時期、ベルギーのブルッヘをしばしば訪れ、ベルギーの芸術家とも交流した。1905年からアンデパンダン展に出展し、多くの前衛画家が作品を出展し、「フォーヴィズム」が誕生したといわれる1905年のサロン・ドートンヌにも作品を出展した。フアン・グリスと出会った後、キュビスムの作品を描くようになり、グリスやピカソ、モディリアーニが活動していたモンマルトルの共同スタジオ、「洗濯船」に移った。1914年に第一次大戦が始まったが、彼は体力不足のため兵役を免除された。
1918年、1921年、1924年にパリの画廊で個展を開いた。ピュトー・グループのセクション・ドール展にも出品した。さらに、その大きな影響のもと、幾何学的な純粋抽象絵画へと到達した。1930年代には「アブストラクション・クレアシオン」で活躍。色彩豊かな抽象絵画を多く制作した。
エルバンは、第二次世界大戦後も抽象絵画の制作を続けた。1953年以降、彼は右手が麻痺し、左手で絵を描かなければならなかった。1960年1月にエルバンは死去したが、未完成作品にはFinと題名がつけられていた。

## 日本での展覧会
- 構成主義と幾何学的抽象（1984年9月22日 - 11月11日:東京国立近代美術館、11月20日 - 12月21日:京都国立近代美術館）

## 洋書
- Auguste Herbin, mit Notizen von Wieland Schmied, Ausstellungskatalog, Kestner-Gesellschaft, Hannover 1967